# Sainte-Maure

Sainte-Maure este o comună în departamentul Aube din nord-estul Franței. În 1 ianuarie 2022 avea o populație de 1.792 de locuitori.